# Gáttekvárre
Gáttekvárre är ett berg i Jokkmokks kommun, med en höjd på 493 meter över havet. Det ligger mellan vattendragen Arpatsbäcken och Vitbäcken, omkring 5 km (fågelvägen) sydväst om Kåbdalis.